# 埃文 (紐約州)
埃文（英語：Avon）是一個位於美國紐約州利文斯頓縣的鎮。

## 人口
根據2020年美國人口普查的數據，埃文的面積為106.86平方千米，當中陸地面積為106.72平方千米，而水域面積為0.14平方千米。當地共有人口6939人，而人口密度為每平方千米65人。